# The Most Beautiful Moment in Life: Young Forever
The Most Beautiful Moment in Life: Young Forever (кор. 화양연화 Young Forever; романизация: Hwayang-yeonhwa Young Forever) — первый сборник южнокорейского бойбенда BTS. Был выпущен 2 мая 2016 года; в его поддержку было выпущено три сингла. Сборник состоит из песен предыдущих мини-альбомов (The Most Beautiful Moment in Life, Part 1 и The Most Beautiful Moment in Life, Part 2), а также включает в себя три новые песни и различные ремиксы. 1 июня 2016 года также было выпущено специальное издание для Тайваня.

## Промоушен
С момента выпуска сборника группе была дана лишь неделя для промоушена, прежде чем они могли заняться своими собственными работами и другими выступлениями, а также различными поездками по всему миру. Камбэк состоялся 12 мая на M! Countdown, где они выступили с «Save Me», «Butterfly» и «Fire», где последний одержал победу на шоу. На той же неделе они выступали на Music Bank, Music Core и Inkigayo, в общей сложности одержав три телевизионных победы с «Fire».

### Тур
26 апреля 2016 года было объявлено, что группа отправится в тур 2016 BTS LIVE Hwa Yang Yeon Hwa On Stage: Epilogue в поддержку альбома. Он начался 7 мая 2016 года в Сеуле, и был продолжен в 9 городах в 5 странах.
| Дата                 | Город   | Страна      | Арена                     | Посещаемость |
| -------------------- | ------- | ----------- | ------------------------- | ------------ |
| 7 мая 2016 года      | Сеул    | Южная Корея | Olympic Gymnastics Arena  | 24,000       |
| 8 мая 2016 года      | Сеул    | Южная Корея | Olympic Gymnastics Arena  | 24,000       |
| 9 июня 2016 года     | Тайбэй  | Тайвань     | Hsinchuang Gymnasium      | 8,000        |
| 18 июня 2016 года    | Котаи   | Макао       | Studio City Event Center  | 6,000        |
| 2 июля 2016 года     | Нанкин  | Китай       | Wutaishan Sports Center   | 6,000        |
| 12 июля 2016 года    | Осака   | Япония      | Osaka-jō Hall             | 44,000       |
| 13 июля 2016 года    | Осака   | Япония      | Osaka-jō Hall             | 44,000       |
| 15 июля 2016 года    | Нагоя   | Япония      | Nippon Gaishi Hall        | 44,000       |
| 16 июля 2016 года    | Нагоя   | Япония      | Nippon Gaishi Hall        | 44,000       |
| 23 июля 2016 года    | Пекин   | Китай       | Capital Indoor Stadium    | 9,000        |
| 30 июля 2016 года    | Манила  | Филиппины   | Mall of Asia Arena        |              |
| 6 августа 2016 года  | Бангкок | Таиланд     | Indoor Stadium Huamark    |              |
| 13 августа 2016 года | Токио   | Япония      | Yoyogi National Gymnasium |              |
| 14 августа 2016 года | Токио   | Япония      | Yoyogi National Gymnasium |              |

## Музыкальные видео
Видеоклип Epilogue: Young Forever был выпущен 19 апреля 2016 года. В нём участники бегают в лабиринте, а также показываются сцены предыдущих клипов серии «Молодости».
Видеоклип на главный сингл «Fire» был выпущен 2 мая. За 75 часов он набрал более 10 миллионов просмотров. 21 января 2017 года клип набрал более 100 миллионов просмотров, став вторым в карьере группы с таким показателем.
Третий видеоклип на песню «Save Me» был выпущен 15 мая. В нём участники танцуют на открытой местности.

## Список композиций
| №   | Название                                                                              | Текст песни                                                                       | Музыка                                                                                  | Длительность |
| --- | ------------------------------------------------------------------------------------- | --------------------------------------------------------------------------------- | --------------------------------------------------------------------------------------- | ------------ |
| 1.  | «Intro: 화양연화» (Intro: Hwayang Yeonhwa / Intro: The Most Beautiful Moment in Life) | Slow Rabbit, Шуга                                                                 | Slow Rabbit                                                                             | 2:03         |
| 2.  | «I Need U»                                                                            | Pdogg, Бан Шихёк, Рэп-Монстр, Brother Su                                          | Pdogg                                                                                   | 3:31         |
| 3.  | «잡아줘» (Jabajwo / Hold Me Tight)                                                    | Slow Rabbit, Pdogg, Ви, Рэп-Монстр, Шуга, Джей-Хоуп                               | Ви, Slow Rabbit                                                                         | 4:35         |
| 4.  | «고엽» (Goyeob / Dead Leaves)                                                         | Шуга, Slow Rabbit, Чонгук, «Hitman» Bang, Рэп-Монстр, Джей-Хоуп, Pdogg            | Шуга, Slow Rabbit                                                                       | 4:28         |
| 5.  | «Butterfly» (Prologue Remix)                                                          | «Hitman» Bang, Slow Rabbit, Pdogg, Brother Su                                     | Pdogg                                                                                   | 4:56         |
| 6.  | «Run»                                                                                 | Pdogg, «Hitman» Bang, Рэп-Монстр, Шуга, Ви, Чонгук, Джей-Хоуп                     | Pdogg                                                                                   | 3:57         |
| 7.  | «Ma City»                                                                             | Pdogg, «Hitman» Bang, Рэп-Монстр, Шуга, Джей-Хоуп                                 | Pdogg                                                                                   | 4:18         |
| 8.  | «뱁새» (Baepsae / Silver Spoon)                                                       | Pdogg, Supreme Boi, Рэп-Монстр, Slow Rabbit                                       | Pdogg, Supreme Boi, Рэп-Монстр, Slow Rabbit                                             | 3:54         |
| 9.  | «쩔어» (Jjeoreo / Dope)                                                               | Pdogg, «Hitman» Bang, Рэп-Монстр, Шуга, Джей-Хоуп                                 | Pdogg                                                                                   | 4:00         |
| 10. | «불타오르네» (Bultaoreune / Fire)                                                     | Pdogg, «Hitman» Bang, Рэп-Монстр, Шуга, Devine Channel                            | Pdogg                                                                                   | 3:23         |
| 11. | «Save Me»                                                                             | Ray Michael Djan Jr., Ashton Foster, Samantha Harper, Рэп-Монстр, Шуга, Джей-Хоуп | Pdogg, Ray Michael Djan Jr, Ashton Foster, Samantha Harper, Рэп-Монстр, Шуга, Джей-Хоуп | 3:17         |
| 12. | «Epilogue: Young Forever»                                                             | Slow Rabbit, Рэп-Монстр, «Hitman» Bang, Шуга, Джей-Хоуп                           | Рэп-Монстр, Slow Rabbit                                                                 | 2:52         |

| №   | Название                                 | Текст песни                                                                | Музыка                                                        | Длительность |
| --- | ---------------------------------------- | -------------------------------------------------------------------------- | ------------------------------------------------------------- | ------------ |
| 1.  | «Converse High»                          | Pdogg, Slow Rabbit, Рэп-Монстр, Шуга, Джей-Хоуп                            | Pdogg, Slow Rabbit, Рэп-Монстр, Шуга, Джей-Хоуп               | 3:29         |
| 2.  | «이사» (Isa/Moving On))                  | Pdogg, Рэп-Монстр, Шуга, Джей-Хоуп                                         | Pdogg                                                         | 4:52         |
| 3.  | «Whalien 52»                             | Pdogg, Brother Su, «Hitman» Bang, Рэп-Монстр, Шуга, Джей-Хоуп, Slow Rabbit | Pdogg                                                         | 4:04         |
| 4.  | «Butterfly»                              | «Hitman» Bang, Slow Rabbit, Pdogg, Brother Su                              | Pdogg                                                         | 4:00         |
| 5.  | «House of Cards» (Full Length Edition)   | Slow Rabbit, Brother Su                                                    | Slow Rabbit, Brother Su                                       | 3:46         |
| 6.  | «Love Is Not Over» (Full Length Edition) | Чонгук, Slow Rabbit, Pdogg, Джин, Ви                                       | Чонгук, Slow Rabbit                                           | 3:42         |
| 7.  | «I Need U» (Urban Mix)                   | Pdogg, «Hitman» Bang, Рэп-Монстр, Brother Su                               | Pdogg, «Hitman» Bang, Рэп-Монстр, Brother Su                  | 3:35         |
| 8.  | «I Need U» (Remix)                       | Pdogg, «Hitman» Bang, Рэп-Монстр, Brother Su                               | Pdogg, «Hitman» Bang, Рэп-Монстр, Brother Su                  | 3:42         |
| 9.  | «Run» (Ballad Mix)                       | Pdogg, "Hitman" Bang, Rap Monster, Suga, V, Jungkook, J-hope               | Pdogg, "Hitman" Bang, Rap Monster, Suga, V, Jungkook, J-hope  | 4:17         |
| 10. | «Run» (Alternative Mix)                  | Pdogg, «Hitman» Bang, Рэп-Монстр, Шуга, Ви, Чонгук, Джей-Хоуп              | Pdogg, «Hitman» Bang, Рэп-Монстр, Шуга, Ви, Чонгук, Джей-Хоуп | 3:56         |
| 11. | «Butterfly» (Alternative Mix)            | «Hitman» Bang, Slow Rabbit, Pdogg, Brother Su                              | «Hitman» Bang, Slow Rabbit, Pdogg, Brother Su                 | 4:01         |

## Чарты
| Чарт (2016)                  | Пиковая позиция |
| ---------------------------- | --------------- |
| Gaon Album Chart             | 1               |
| Oricon Albums Chart          | 15              |
| Billboard 200                | 107             |
| Billboard Independent Albums | 42              |
| Billboard Top Heatseekers    | 10              |
| Billboard World Albums Chart | 2               |

| Чарт (2016)         | Пиковая позиция |
| ------------------- | --------------- |
| Gaon Albums Chart   | 1               |
| Oricon Albums Chart | 17              |

| Чарт (2016)                 | Пиковая позиция |
| --------------------------- | --------------- |
| Gaon Albums Chart           | 4               |
| Synnara Record Annual Chart | 5               |
| Taiwanese Albums Chart      | 3               |

## Продажи и сертификации
| Чарт               | Продажи |
| ------------------ | ------- |
| Gaon (Южная Корея) | 357,252 |
| Oricon (Япония)    | 10,513  |
| Billboard (США)    | 6,000+  |
| QQ (Китай)         | 104,400 |

## Награды и номинации

### Музыкальные премии
| Год  | Премия             | Номинация   | Результат | Ссылки |
| ---- | ------------------ | ----------- | --------- | ------ |
| 2016 | Melon Music Awards | Альбом Года | Победа    | [ 33 ] |

### Музыкальные программы
| Песня  | Программа    | Дата             |
| ------ | ------------ | ---------------- |
| «Fire» | M! Countdown | 12 мая 2016 года |
| «Fire» | Music Bank   | 13 мая 2016 года |
| «Fire» | Inkigayo     | 15 мая 2016 года |